# Anders Andersson i Gränsbo
Anders Andersson (i riksdagen kallad Andersson i Gränsbo), född 15 april 1759 i Tärna socken, död 4 februari 1830 i Tärna socken, var en svensk riksdagsman i bondeståndet.
Andersson företrädde Våla, Över-, Yttertjurbo, Simtuna och Torstuna härad av Västmanlands län vid 1812 års urtima riksdag.